# 特雷豪特鎮區 (伊利諾伊州亨德森縣)
特雷豪特鎮區（英語：Terre Haute Township）是位於美國伊利諾伊州亨德森縣的一個行政鎮區。

## 地方資料
根據2010年美國人口普查的數據，特雷豪特鎮區的面積為92.30平方千米，當中陸地面積為92.25平方千米，而水域面積為0.05平方千米。當地共有人口247人，而人口密度為每平方千米2.68人。